# Брітченко Ігор Геннадійович
І́гор Генна́дійович Брі́тченко (нар. 30 червня 1970, Донецьк, УРСР) — доктор економічних наук, професор, Академік Академії економічних наук України, магістр богослов'я, Академік Міжнародної академії богословських наук.

## Біографія
Народився 30 червня 1970 року в Донецьку. За національністю грек.
Захистив кандидатську дисертацію на тему: «Банківський маркетинг: організація процесів інвестування» захистив у 1998 році в Інституті економіко-правових досліджень НАН України.
2005 року захистив докторську дисертацію на тему «Формування та функціонування регіонального банківського ринкознавства» в Донецькому університеті економіки і торгівлі.
Є автором понад 400 наукових робіт, серед яких 35 монографій (7 — одноосібні, 13 — навчальні посібники, у тому числі чотири під грифом МОН України).
У 2005 — лауреат конкурсу «Книга Донбасу-2005» у номінації «Економіка»;
2009 — диплом у конкурсі « Книга Донбасу-2009» за вагомий внесок у розвиток теорії банківської справи
2012 — диплом ІІІ ступеня у конкурсі «Найкраща книга Полтавщини».
Працював:
- завідувачем кафедри економіки, бізнесу та менеджменту і директором Міжгалузевого інституту підвищення кваліфікації та перепідготовки спеціалістів Полтавського університету економіки і торгівлі (м. Полтава, Україна)[4]
- завідувачем кафедри фінансів Ужгородського торговельно-економічного інституту Київського національного торговельно-економічного університету (м. Ужгород, Україна)[5]
- професором кафедри фінансів і банківської справи Ужгородського національного університету (м. Ужгород, Україна)[6]
- професором Вищої школи бізнесу — Національного університету Луіса (м. Новий Сонч, Польща)[7]

Працює у вищих навчальних закладах:
- професором Державного вищого навчального закладу ім. професора Станіслава Тарновського в Тарнобжегу (Польща)
- професором Вищої школи страхування та фінансів (м. Софія, Болгарія)[8]

## Наукова діяльність

### Робота в редакційних колегіях наступних наукових журналів
- Науковий журнал Болгарської Академії Наук «Икономически изследвания» (SCOPUS)
- Науковий вісник Полісся (індексується у Web of Science)
- Науковий журнал «Фінансово-кредитна діяльність: проблеми теорії і практики» (індексується Web of Science [Архівовано 13 серпня 2015 у Wayback Machine.])
- Збірник наукових праць «Фінанси, облік і аудит» КНЕУ ім. Вадима Гетьмана
- Науковий журнал Варненського вільного університету ім. Черноризца Храбра (Республіка Болгарія). Режим доступу
- Науковий журнал «European Journal of Management Issues»
- Фаховий збірник наукових праць Національного авіаційного університету «Проблеми системного підходу в економіці»
- Науковий журнал VUZF REVIEW [Архівовано 16 жовтня 2021 у Wayback Machine.] (Софія, Болгарія)
- Journal of Scientific Papers «Social development and Security»
- Міжнародний науковий журнал «Management & Economics Research Journal»
- Міжнародний науковий журнал «Political Science and Security Studies Journal»
- Міжнародний науковий журнал «Torun International Studies»
- Науковий журнал Національної академії Національної гвардії України «Честь і закон»

### Участь в програмах та грантах ЄС
- Програма мобільності викладачів вищих навчальних закладів в м. Пожега (Хорватія) з 21.05.2018 по 25.05.2018 ERASMUS+ KA 103 HE 2017/2018 (STE) TEACHING STAFF MOBILITY за кошти бюджету ЄС.
- Участь в програмі мобільності та підвищення кваліфікації працівників вищих навчальних закладів в м. Софія з 27.02.2017 по 03.03.2017  ERASMUS+ EU PROGRAMME KA 103 HE STT — STAF TRANING MOBILITY 2016/2017 за кошти бюджету ЄС.
- Підвищення кваліфікації за програмою «Modern teaching methods in economics on the EU edukational market» in Nowy Sącz Graduate School of Business-National Luis University, April 2016, Certificate № IFS-WSB-NLU-WK/3897/2015/1 (Новий Сонч, Польща) за кошти WSB-NLU.

### Наукова школа
Під керівництвом професора Брітченка захищено дисертації:
- Момот Олександр Михайлович — в 2010 році захистив дисертацію на здобуття наукового ступеня кандидата економічних наук на тему «Інтегровані банківські послуги та їх впровадження в Україні» в спеціалізованій вченій раді К 26.883.01 Університету банківської справи Національного банку України[9]
- Шеверя Мирослава Юріївна — в 2013 році захистила дисертацію на здобуття наукового ступеня кандидата економічних наук на тему «Механізми активізації стратегічного потенціалу» в спеціалізованій вченій раді К 61.051.02 ДВНЗ «Ужгородський національний університет»[10].
- Князевич Анна Олександрівна — 29.08.2016 р. дисертація на здобуття наукового ступеня доктора економічних наук на тему «Управление формированием и функционированием инновационной инфраструктуры Украины» в Європейському Союзі (Республіка Болгарія). Науковий ступінь д.е.н. підтверджено в Україні 21.03.2017 в КНЕУ ім. Вадима Гетьмана;
- Панько Марина Володимирівна — 15.09.2016 р. дисертація на здобуття наук. ступеня кандидата економічних наук на тему «Критерії і показники підвищення ефективності економіки регіону» в ЄС (Республіка Болгарія);
- Котковський Володимир Станіславович — 18.05.2017 р. дисертація на здобуття наукового ступеня доктора економічних наук на тему «Управління кредитно-інвестиційними інноваціями банків» в Європейському Союзі (Республіка Болгарія);
- Стопочкін Артем Ігорович -  04.07.2017 р. дисертація на тему «Механізм державного управління сталим розвитком соціально-економічної системи», захищена в ЄС (Республіка Болгарія). Науковий ступінь д.е.н. підтверджено 23.08.2017 р. в Міністерстві науки і вищої освіти Республіки Польща;
- Саєнко Володимир Григорович — 17.07.2017 р. дисертація на тему «Інноваційне управління спортивним бізнесом в Україні», захищена в ЄС (Республіка Болгарія). Науковий ступінь д.е.н. підтверджено 21.08.2017 р. в Міністерстві науки і вищої освіти Республіки Польща;
- Чернявська Тетяна Анатолівна — 17.07.2017 р. дисертація на тему «Управління самодостатнім розвитком транспортно-комунікативної системи України», захищена в ЄС (Республіка Болгарія). Науковий ступінь д.е.н. підтверджено 21.08.2017 р. в Міністерстві науки і вищої освіти Республіки Польща;
- Стойка Вікторія Степанівна — 18.07.2017 р.  дисертація на тему «Антикризове управління банківською системою України», захищена в ЄС (Республіка Болгарія);
- Тадеуш Медзеловский — 06.10.2017 р. дисертація на здобуття наукового ступеня в галузі «політичні науки» на тему «Пацифізм в Польщі після Другої Світової Війни», захищена в ЄС (Республіка Болгарія);
- Мачияшчик Павел — 12.12.2018 р. (ректор Державного вищого навчального закладу ім. Станіслава Тарновського, Польща) дисертація на тему «Управління вищою освітою Польщі та потреби ринку праці» захищена в ЄС (Республіка Болгарія);
- Кшиштоф Прендецкий — 27.03.2019 р. дисертація на тему: «Неолибералізм і системна трансформація в Польщі» захищена в ЄС (Республіка Болгарія). Науковий ступінь д.е.н. підтверджено 07.06.2019 р. в Міністерстві науки і вищої освіти Республіки Польща;
- Петро Ярош — 11.04.2019 р. дисертація на тему: «Управління ефективним розвитком територіально-господарчих зон Польщі» захищена в ЄС (Республіка Болгарія);
- Даньшина Юлія Володимирівна — 22.11.2019 р. дисертація на тему «Вдосконалення електронного управління системою надання адміністративних послуг в Україні» захищена в ЄС (Республіка Болгарія);
- Тадеуш Олеяж — 23.04.2021 р. дисертація на тему «Фінансова ефективність логістичного забезпечення Польської Армії» в Єврпоейському Союзі (Софія, Республіка Болгарія);
- Норберт Жичинські — 23.04.2021 р. дисертація на тему «Маргіналізація торговельних мереж та їх вразливість до фінансової та іміджевій кризи в контексті реалізації стратегії omnichanel» в Європейському Союзі (Софія, Болгарія);
- Безпарточна Олеся Станіславівна — 27.05.2021 р. дисертація на тему «Вдосконалення організаційно-фінансового механізму діагностики сільськогосподарських підприємств України» в ЄС (Республіка Болгарія);
- Лисюк Олекандра Анатоліївна — 27.05.2021 р. дисертація на тему «Ринок праці та зайнятість у сучасній економіці України», захищена в ЄС (Республіка Болгарія);

- Боровска Марія - 10.06.2021 р. дисертація на тему «Підвищення фінансово-економічної конкурентоспроможності логістичних підприємств за допомогою аналітичних моделей» в Єврпоейському Союзі (Софія, Болгарія);
- Левченко Ярослава Сергіївна - 10.06.2021 р. дисертація на тему «Фінансове забезпечення мостобудування України на підставі комплексного підхода підвищення інвестиційної привабливості» в Єврпоейському Союзі (Софія, Болгарія).

### Монографії
1. Банковский маркетинг: организация процессов инвестирования Донецк: ИЭПИ НАН Украины, 1997. — 200 с.
2. Бизнес: путь к успеху Донецк: ДонГАУ, 1995. — 119 с.
3. Системность банковского дела и реальный капитал Донецьк: ИЭПИ НАН Украины, — 1998. — 134 с.
4. Макромаркетинг (поведение, реклама, администрирование) Донецк: ДонГУЭТ, ДонНУ, 2002. — 427 с. (Глава 1. Введение в макромаркетинг. — С. 5 — 50).
5. Региональное банковское рынковедение (теория, методология, технология). Часть 1. Теория регионального банковского рынковедения. Донецк: ДонГУЭТ, 2002. — 122 с.
6. Региональное банковское рынковедение (теория, методология, технология). Часть 2. Методология регионального банковского рынковедения. Донецк: ДонГУЭТ, 2003. — 106 с.
7. Региональное банковское рынковедение (теория, методология, технология). Часть 3. Технология регионального банковского рынковедения. Донецк: ДонГУЭТ, 2003. — 126 с.
8. Управление банковским рынковедением Донецк: ИЭПИ НАН Украины, ДонНУ, 2003. — 368 с.
9. Региональные аспекты банковского рынковедения Донецк: ДонГУЭТ им. М. Туган-Барановского, 2003. — 291 с.
10. Механізм оцінки і управління фінансовими ризиками підприємств Донецьк: ДонДУЕТ ім. М. Туган-Барановського, 2004. — 172 с.
11. Стратегія забезпечення ефективного функціонування підприємств на фондовому ринку Донецьк: ДонДУЕТ ім. М. Туган-Барановського, 2005. — 234 с.
12. Маркетинг менеджмент: новые решения Донецьк: ДонНУЕТ ім. М. Туган-Барановського, 2007. — 326 с.
13. Інтегровані банківські послуги та конкурентоспроможність банківської системи Полтава: РВЦ ПУСКУ, 2008—315 с.[11]
14. Функціонування банківського сектора та кредитної кооперації: теорія і практика Полтава: РВЦ ПУЕТ, 2010—147 с.
15. Клієнтела як інструмент визначення вартості комерційного банку Полтава: РВЦ ПУЕТ, 2011—270 с.[12]
16. Малий бізнес як фактор розвитку конкурентоспроможності регіону Полтава: ООО «Техсервіс», 2012. — 200 с.
17. Економічні проблеми розвитку підприємницької функції в секторах економіки національного господарства Донецьк-Полтава: ООО «Техсервіс», 2012. — 640 с. [13]
18. Функціонування та розвиток регіональної банківської системи Полтава: РВВ ПУЕТ, 2012—211 с.
19. Стратегічне управління конкурентоспроможністю: епістомологічні підходи та практична проблематика Полтава: ПУЕТ, 2013. — 307 с.
20. Ефективність стратегічного управління підприємствами: сучасні проблеми та перспективи їх вирішення Полтава: ПУЕТ, 2013. — 204 с. [14]
21. Маркетинговые стратегии продвижения образовательных услуг в национальном интернет-пространстве Украины Полтава: ООО «Техсервіс», 2014—452 с. [15]
22. Перспективи інноваційного розвитку інфраструктури туристичної галузі Закарпатського регіону Теоретико-методологічні основи регулювання економічних процесів: від кризи до сталого розвитку: колект. моногр. / за заг. ред. О. В. Кендюхова.- К.: Вид-во «Центр навчальної літератури», 2015. — С. 132—138.[16]
23. Моделирование процессов устойчивого развития национальных социально-экономических систем // Сытник И.В,, Бритченко И. Г., Степочкин А. И. / Wyższa Szkoła Biznesu-National Louis University, г. Новый Сонч, Польша. — 2017—161 с. [17]
24. Development of small and medium enterprises: the EU and east-partnership countries experience/[Britchenko I., Polishchuk Ye. and all]/Edited by Igor Britchenko and Yevheniia Polishchuk: Wydawnictwo Państwowej Wyższej Szkoły Zawodowej im. prof. Stanisława Tarnowskiego w Tarnobrzegu, 2018. — P. 378.[18]
25. New trends in development of services in the modern economy/P. Machashtchik, I. Britchenko, T. Cherniavska/Tarnobrzeg: Wydawnictwo Państwowej Wyższej Szkoły Zawodowej im. prof. Stanisława Tarnowskiego w Tarnobrzegu, 2018. — 210 p.[19]
26. State regulation of the national currency exchange rate by gold and foreign currency reserve management/Britchenko Igor, Vlasenko Evhenii/Tarnobrzeg: Wydawnictwo Państwowej Wyższej Szkoły Zawodowej im. prof. Stanisława Tarnowskiego w Tarnobrzegu, 2018. — 185 p.[20]
27. Development the wholesale enterprises region through business process reengineering/Bezpartochnyi M., Britchenko I.//Transformational processes the development of economic systems in conditions of globalization: scientific bases, mechanisms, prospects/Edited by M. Bezpartochnyi. in 2 Vol./ISMA University. — Riga: «Landmark» SIA, 2018. — Vol. 1. — P. 10 — 23. ISBN 978-9984-891-04-0;  ISSN 1877-0444
28. Reengineering business processes as a modern innovation of development wholesale enterprises region/Bezpartochnyi M., Britchenko I., Jarosz P.//Management of innovative development the economic entities/Edited by M. Bezpartochnyi, I. Britchenko/Wyższa Szkoła Społeczno-Gospodarcza w Przeworsku (Polska). — Nowy Sącz: Wydawnictwo i Drukarnia Nova Sandec, 2018. — P. 10 — 25. ISBN 978-83-65196-83-5 [Архівовано 1 лютого 2020 у Wayback Machine.]
29. Economic diagnostics in ensuring of competitiveness the economic entities/Bezpartochnyi M., Britchenko I., Jarosz P.//Conceptual aspects management of competitiveness the economic entities: collective monograph/edited by M. Bezpartochnyi, I. Britchenko/Higher School of Social and Economic (Poland). — Przeworsk: WSGG, 2019. — P. 10 — 20. ISBN 978-83-937354-1-9 [Архівовано 1 лютого 2020 у Wayback Machine.]
30. Information environment of international marketing/Kolbushkin U., Shevchenko A., Britchenko I.//Conceptual aspects management of competitiveness the economic entities: collective monograph/edited by M. Bezpartochnyi, I. Britchenko/Higher School of Social and Economic (Poland). — Przeworsk: WSGG, 2019. — P. 85 — 93. ISBN 978-83-937354-1-9[Архівовано 1 лютого 2020 у Wayback Machine.]
31. Pandemic economic crisis: essence, reasons, comparative characteristics, opportunities/Britchenko I., Bezpartochnyi M.//New trends in the economic systems management in the context of modern global challenges: collective monograph/scientific edited by M. Bezpartochnyi//VUZF University of Finance, Business and Entrepreneurship. – Sofia: VUZF Publishing House “St. Grigorii Bogoslov”, 2020. – P. 8 – 20. ISBN 978-954-8590-85-3[Архівовано 16 жовтня 2021 у Wayback Machine.]
32. Diagnostics the economic efficiency of agricultural enterprises/Bezpartochna O., Britchenko I.//New trends in the economic systems management in the context of modern global challenges: collective monograph/scientific edited by M. Bezpartochnyi//VUZF University of Finance, Business and Entrepreneurship. – Sofia: VUZF Publishing House “St. Grigorii Bogoslov”, 2020. – P. 267 – 277. ISBN 978-954-8590-85-3[Архівовано 4 березня 2021 у Wayback Machine.]
33. Global pandemic economic crisis: consequences and opportunities for Ukraine/Britchenko I., Bezpartochnyi M.//Pandemic Economic Crisis: Changes and New/scientific edited by M. Bezpartochnyi//VUZF University of Finance, Business and Entrepreneurship. – Sofia: VUZF Publishing House “St. Grigorii Bogoslov”, 2020. – P. 18 – 22. ISBN 978-954-8590-92-1[Архівовано 6 березня 2021 у Wayback Machine.]
34. Regional clustering of financial ensuring of dual education introduction on the example of Ukraine road sector/Levchenko Ya., Britchenko I., Bezpartochnyi M., Prylutska L.//Pandemic Economic Crisis: Changes and New/scientific edited by M. Bezpartochnyi//VUZF University of Finance, Business and Entrepreneurship. – Sofia: VUZF Publishing House “St. Grigorii Bogoslov”, 2020. – P. 80 – 89. ISBN 978-954-8590-92-1[Архівовано 16 жовтня 2021 у Wayback Machine.]
35. Agriculture in Bulgaria: from European Union accession to the COVID-19 pandemic/Bezpartochnyi M., Britchenko I., Vazov R.//Concepts, strategies and mechanisms of economic systems management in the context of modern world challenges//VUZF University of Finance, Business and Entrepreneurship. – Sofia: VUZF Publishing House “St. Grigorii Bogoslov”, 2021. – P. 187 – 207. ISBN 978-619-7622-11-9[Архівовано 16 жовтня 2021 у Wayback Machine.]

### Посібники
1. Бизнес — гибкие инструментарии (базовый пакет курсов самообучения) Донецк: ДонГАУ, 1996. — 68 с.
2. Основи економічної теорії: дидактичний матеріал для вивичення та самоконтролю знань Луганськ: ЛДПУ ім. Тараса Шевченка, 2000. — 184с.
3. Marketing Management организации: потенциал и система: Учебное пособие Донецк: ДонНУ, 2001. — 279 с.[21][22]
4. Основы маркетингового управления (макромаркетинга) Донецьк: ДонНУ, 2004. — 453 с. (Рекомендовано МОН України)
5. Банковское рынковедение: Учебное пособие Донецк: ДонГУЭТ, 2004. — 547 с. (Рекомендовано МОН України)
6. Економіка малого бізнесу Донецьк: ДонГУЭТ, 2006. — 86 с.
7. Економічний аналіз Суми: УАБС НБУ, 2006. — 140 с.
8. Маркетинг у банках: Навчальний посібник Полтава: РВЦ ПУСКУ, 2008—345 с. (Рекомендовано МОН України)
9. Маркетинг у банку: Навчальний посібник для самостійної роботи за кредитно-модульною системою Київ: КНЕУ, 2010 −474 с. (Рекомендовано МОН України) [23]
10. Сучасні технології навчання у вищій школі Полтава: ПУЕТ, 2013. — 309 с.[24]
11. Контролінг Рівне: Волинські обереги, 2015. — 280 с. [25]
12. Britchenko I. Economic theory: textbook//Illia Dmytriiev, Igor Britchenko, Yaroslava Levchenko, Olena Shershenyuk, Maksym Bezpartochnyi. — Sofia: Professor Marin Drinov Publishing House of BAS, 2020. — 216 p. ISBN 978-619-245-074-8[26]
13. Business communications / Y. Levchenko, I. Britchenko – Sofia: Prof. Marin Drinov Publishing House of Bulgarian Academy of Sciences, 2021. – 124 p. ISBN 978-619-245-141-7[27]

## Суспільна діяльність
Був активним членом Донецького товариства греків імені Федора Стамбулжи. Після переїзду на постійне проживання до міста Суми заснував та розвинув Сумське товариство греків України, яке увійшло до складу «Федерації грецьких товариств України».
У Полтаві заснував товариство греків Полтавської області «Полтавська діаспора», котре також увійшло до складу «Федерації грецьких товариств України».
На базі Міжгалузевого інституту підвищення кваліфікації та перепідготовки спеціалістів Полтавського університету економіки і торгівлі, директором якого він був, організував курси вивчення новогрецької мови з видачею сертифікатів МОН України державного зразка.
Переїхав на постійне проживання до Ужгорода, де також займається питанням відродження новоеллінізму.

## Нагороди
- Почесні грамоти вищих навчальних закладів України;
- Почесна грамота МОН України (2008 р.);
- Почесна грамота виконавчого комітету Полтавської міської ради (2012 р.);
- Почесна грамота Закарпатської обласної ради за вагомий внесок у реалізацію державної політики у галузі національної освіти, досягнуті успіхи у справі навчання і виховання підростаючого покоління, високу професійну майстерність, сумлінну працю (2012 р.);
- Почесна грамота Національного банку України (2015 р.);
- Почесна грамота Болгарської Академії Наук за заслуги та внесок в розвиток і співпрацю між Болгарією та Україною в галузі економічних наук (2015 р.);[31]
- Орден «За розбудову освіти» Асоціації навчальних закладів України приватної форми власності (2014 р.);
- Орден Української Православної Церкви «Георгія Переможця ІІ ступеня» (2015 р.)[32]
- Медаль Української Автокефальної церкви «Нестор Літописець» (2016 р.) http://sz.uz.ua/images/Image_Jule/SZ__991.pdf [Архівовано 1 лютого 2020 у Wayback Machine.]
- Орден «Архістратиг Михаїл» Української Автокефальної Православної Церкви (2017)
- Почесна грамота Спілки економістів України (2017 р.);
- Почесний знак International Police Corporation «За міжнародну співпрацю» (2018 р.);
- Почесна відзнака Української Секції Міжнародної Поліцейської Асоціації «За мужність та професіоналізм» I-го ступеня (2018 р.);
- Орден «Августина Волошина» I-го ступеня (2019)
- Почесна Грамота Закарпатської обласної державної адміністрації (2019 р.);
- Нагрудний знак МОН України «Відмінник освіти», Наказ № 245-к від 05.06.2019 р;
- Медаль УПЦ «Рівноапостольних Кирила та Мефодія» I-го ступеня (2019 р.);
- Відзнака Закарпатської обласної ради та Закарпатської обласної державної адміністрації «За розвиток Закарпаття». Розпорядження № 13-СП від 18.05.20 (2020 р.);
- Нагрудний знак МОН України «За наукові та освітні досягнення»  Наказ № 37-К від 03.03.2020 р. (Найвища нагорода Міністерства освіти і науки України);
- Медаль УПЦ МП, церкви «Апостола українського Андрія Первозваного» I-го ступеня (2020)
- Почесна грамота за внесок у розвиток Вищої школи страхування і фінансів [Архівовано 31 травня 2021 у Wayback Machine.] (ВУЗФ) Софія, Болгарія (03.11.2020 р.
- Грамота Ужгородської міської ради за плідну працю в галузі освіти, досягнуті успіхи у навчанні та вихованні підростаючого покоління, вагомий особистий внесок в організацію навчально-виховного процесу (2021 р.)
- Медаль Православної Церкви України "30 років відновлення незалежності України" (2021 р.)
- Медаль Вищої школи менеджменту безпеки у Кошицах (Словаччина) за допомогу у розвитку (01.07.2021 р.)
- Медаль "За самовідданне служіння науці" Всеукраїнського об’єднання "Країна" (17.09.2021)

### Наукові ідентифікатори
- ORCID ID: 0000-0002-9196-8740 [Архівовано 24 червня 2016 у Wayback Machine.]
- Researcher lD: H-9866-2018
- Publons /a/1461438/
- RePEc Short-ID: pbr742 [Архівовано 7 травня 2018 у Wayback Machine.]
- PBN-ID: 3985030 [Архівовано 3 січня 2019 у Wayback Machine.]
- Loop profile: 900028
- SSRN Author ID: 3229226 [Архівовано 16 жовтня 2021 у Wayback Machine.]